# Dewey megye (Dél-Dakota)
Dewey megye az Amerikai Egyesült Államokban, azon belül Dél-Dakota államban található. Megyeszékhelye Timber Lake, legnagyobb városa North Eagle Butte. Lakosainak száma 5239 fő (2020. április 1.). Dewey megye Corson, Walworth, Potter, Sully, Stanley, Ziebach és Haakon megyékkel határos.

## Népesség
A megye népességének változása:
| Lakosok száma | 5330 | 5406 | 5521 | 5586 | 5685 | 5239 |
|               | 2010 | 2011 | 2012 | 2013 | 2015 | 2020 |